# The Legend of Zelda: The Minish Cap
The Legend of Zelda: The Minish Cap còn được gọi dưới tên Zelda no Densetsu: Fushigi no Bōshi (ゼルダの伝説 ふしぎのぼうし Zeruda no Densetsu: Fushigi no Bōshi?, lit. "The Legend of Zelda: The Mysterious Hat"). Đây là game thứ 12 của dòng game The legend of Zelda, được sản xuất bởi Flagship cùng với Nintendo.
The Legend of Zelda: The Minish Cap là game thứ 3 nhắc đến huyền thoại Four Sword, câu chuyện mở rộng của Four Swords and Four Swords Adventures. Một chiếc mũ biết nói tên Ezlo, có thể thu nhỏ Link bằng với kích thước của người Picori, chủng tộc tí hon sống ở Hyrule. Game có một số đặc điểm giống với các game Zelda cũ, như chủng tộc Gorons, trong khi giới thiệu Kindstone và các tính năng mới khác.
Game cũng được đánh giá cao, nó được đặt tên là game thứ 20 hay nhất của IGN, và được Ganespot chọn làm game của Gameboy Advance hay nhất năm 2005.